# Конституция Бенина
Конституция Бенина (фр. Constitution de la République du Bénin) — высший закон Бенина. Была принята на референдуме 23 декабря 1956. Конституция состоит из преамбулы, 12 разделов и 160 статей.
Для изменения конституции необходимо большинство (4 из 5) членов парламента.

## Разделы
- Раздел I посвящён государству и суверенитету. Он содержит шесть статей.
- Раздел II посвящён правам и обязанностям личности. Он содержит 34 статьи.
- Раздел III касается исполнительной власти. Он содержит 38 статей.
- Раздел IV касается законодательной власти. Он подразделяется на разделы, посвящённые Национальной ассамблее и отношениям между ассамблеей и правительством. Он содержит 35 статей.
- Раздел V касается Конституционного суда Бенина. Он содержит 11 статей.
- Раздел VI касается судебной власти. Он подразделяется на разделы, посвящённые Верховному суду и Высокому суду. Он содержит 14 статей.
- Раздел VII посвящён Экономическому и Социальному Совету Бенина. Он содержит три статьи.
- Раздел VIII касается Верховной комиссии по аудиовизуальным средствам и коммуникациям. Он содержит две статьи.
- Раздел IX касается договоров и международных соглашений. Он содержит шесть статей.
- Раздел X касается территориальных единиц Бенина. Он содержит четыре статьи.
- Раздел XI касается поправок к конституции. Он содержит три статьи.
- Раздел XII касается окончательных переходных положений. Он содержит четыре статьи.